# چهب
چهب (به انگلیسی: Chhab) یک روستا در پاکستان است که در Jand واقع شده‌است.